# UniRef
UniRef (acrónimo del inglés University for Refugees) es una organización no gubernamental de carácter apolítico con sede en Ginebra, Suiza, que proporciona ayuda humanitaria a nivel internacional. Dedicada a la enseñanza superior a refugiados, el objetivo de la organización es proporcionar la oportunidad de realizar formaciones universitarias tanto a refugiados como a la población local perteneciente a los estratos más desfavorecidos de la sociedad. Para asegurar que la formación se adapte a la situación particular de los beneficiarios, siendo al mismo tiempo coherente con la demanda del mercado laboral, UniRef, en colaboración con universidades y organizaciones humanitarias de todo el mundo, imparte directamente los programas de formación. 

## Orígenes de la organización
Conocida inicialmente como Swiss International Humanitarian Organization (SIHO), esta organización ve la luz en 2013 gracias a sus fundadores Yvelyne y Bryan Wood, con el fin de apoyar a las víctimas de conflictos armados. El nombre actual de UniRef proviene de la primera misión de la organización, en Burundi, en la que el objetivo principal era proporcionar una formación superior a los refugiados. Dicha misión definió y perfiló los objetivos de la organización, que pasó a especializarse en la enseñanza superior. Así, SIHO pasó a llamarse UniRef -Universidad para los Refugiados-.
Según la UNESCO, el acceso a la educación, y en particular a la enseñanza superior, constituye una apuesta estratégica para gestionar las crisis humanitarias. La educación superior contribuye al desarrollo y actúa como un factor de integración primordial para los jóvenes refugiados. De hecho, la obtención de un título de educación superior aumenta las posibilidades de inclusión en el mundo laboral y, por consiguiente, en la sociedad de acogida. Esto es de especial importancia, dado que la dependencia de la ayuda humanitaria los expone a un riesgo de exclusión social que puede conducir a tensiones sociales. Según las declaraciones de la presidenta de UniRef, Yvelyne Wood, durante la rueda de prensa que tuvo lugar a principios de mayo de 2018 en Abu Dhabi, la misión de UniRef tiene como objetivo permitir a los refugiados salir, no solo de una situación de precariedad, sino de asistencia y dependencia, otorgándoles los medios necesarios para tomar el control sobre su futuro.
Numerosos programas educativos favorecen el acceso a la educación superior para los refugiados. Sin embargo, muy pocos incluyen el primer ciclo de estudios superiores. Al focalizarse en formaciones muy avanzadas, equivalentes a niveles de máster, gran parte de la población en edad de realizar estudios superiores queda excluida. Además, como las infraestructuras e instituciones suelen estar concebidas de acuerdo con el funcionamiento universitario clásico, existen muy pocos programas adaptados a las condiciones particulares de los refugiados según la UNESCO. Asimismo, la capacidad de adaptar dichos programas depende de los recursos del estado de acogida, que se encuentra generalmente sometido a la presión de una crisis humanitaria. 

## Misiones

### El campo de refugiados de Musasa, en Burundi
La primera misión establecida en Burundi planeaba impartir formaciones de carácter profesional a jóvenes ciudadanos de la República del Congo en posesión de un certificado de educación secundaria en el campo de Musasa. La fecha de inauguración de las clases estaba prevista para el 28 de septiembre de 2015. Desde 2007, este campamento de tránsito acoge principalmente a las víctimas de la Guerra Civil que se produjo en la República del Congo en 1996, tras el genocidio de los Tutsis en Ruanda.
La vocación actual de UniRef se construyó sobre este proyecto piloto. El inicio del curso académico se vio aplazado al 1 de febrero de 2016 debido a los disturbios políticos en el mes de septiembre en la capital, Buyumbura. Según la Agencia de la ONU para los Refugiados (ACNUR), encargada de la gestión, el número de refugiados congoleses seguía creciendo en 2018 en este campamento de tránsito, cuando ya en 2007 superaban los 5,500.
La crisis política burundesa que estalló en 2015, condujo en 2017 a restricciones y controles sobre la acción de las asociaciones y ONG internacionales. Esto neutralizó la acción de multitud de ellas e instó a muchas otras a cesar su actividad. En este contexto, UniRef se vio obligada a retirarse y a reconvertir su misión, dejando a 800.000 congoleses sin otra opción que integrarse en el país en que encontraron asilo, como Burundi. La Oficina de Representación de la ONG, situada en Muyinga, se encuentra cerrada desde diciembre de 2017.

### Asociación en Jordania con el Comité Internacional de la Cruz Roja y la Media Luna Roja
En septiembre de 2020, y tras dos años de implementación, una misión en Jordania verá la luz, con el objetivo de ofrecer formaciones universitarias a refugiados urbanos sirios, al igual que a la población local. Dicha misión se llevará a cabo en colaboración con la Media Luna Roja de Jordania y con otras instituciones afiliadas a la Federación Internacional de Sociedades de la Cruz Roja y de la Media Luna Roja (IFRC)
Para el presidente de la Media Luna Roja de Jordania, la formación superior no solamente permitirá a los refugiados reconstruir su país el día de mañana, sino que también constituye una apuesta por la seguridad, dado que evita la afiliación de los jóvenes a grupos extremistas. Los jóvenes de entre 15 y 24 años han experimentado las consecuencias más negativas de la crisis siria; en 2015 fueron los más desatendidos en cuanto a ayuda internacional. Si bien es cierto que algunas iniciativas se han llevado a cabo, el acceso a la educación superior es aún muy limitado y consiste generalmente en sobrepasar obstáculos legales y financieros, a través de programas de becas. Además, según la ONU, las infraestructuras e instituciones universitarias públicas en Jordania no están adaptadas a los refugiados. Los refugiados generalmente encuentran limitadas las posibilidades de planear sus vidas a medio plazo. Esto constituye el impedimento principal para la inscripción a una formación superior. Para mitigar esta carencia, UniRef ha creado formaciones universitarias de carácter profesional concentradas en un año - una duración más corta que las formaciones tradicionales - y accesibles a los refugiados en posesión del título de enseñanza secundaria. Las formaciones propuestas se impartirán en tres ámbitos en respuesta a la creciente demanda del mercado de trabajo regional.